# Décès en 1086
Décès
- 1082
- 1083
- 1084
- 1085
- 1086
- 1087
- 1088
- 1089
- 1090

Cette page dresse une liste de personnalités mortes au cours de l'année 1086 :
- 23 février : Frédéric de Bohême, évêque tchèque qui fut patriarche d'Aquilée.
- 18 mars : Anselme de Lucques, religieux catholique italien, évêque de Lucques, réformateur et un canoniste (saint de l'Église catholique).
- 21 mai : Wang Anshi, homme d’État chinois.
- 5 juin : Süleyman Ier Shah, conquérant de l'Anatolie, considéré, par les Turcs, comme le fondateur de la Turquie et son premier monarque, près d’Alep, au cours d’une querelle, qui l’opposait à Tutuch, fils d’Alp Arslan.
- 9 juillet : Othon Ier de Bohême, duc d'Olomouc.
- 10 juillet : Knud IV de Danemark, roi de Danemark.
- 8 août : Conrad Ier de Luxembourg, comte à Luxembourg.
- 25 septembre : Guillaume VIII de Poitiers dit aussi Guy-Geoffroi d'Aquitaine, duc d'Aquitaine et comte de Poitiers.
- 5 décembre : Iaropolk de Kiev, prince de la dynastie des Rurikides, prince de Volhynie et de Tourov et Pinsk.
- 25 décembre : Judith de Bohême, princesse de Bohême de la dynastie des Přemyslides et duchesse de Pologne.

- Ibn Ammar, poète arabo-musulman.
- Benavert, chroniqueur normand.
- Godefroi Ridelle, seigneur italo-normand.
- Grégoire Pakourianos, militaire byzantin d'origine arménienne.
- Sima Guang (Sseu-ma Kouang), historien chinois.
- Süleyman Ier Shah, premier sultan de Roum.
- Toirdelbach Ua Briain, Toirdelbach ou Toirdhealbhach mac Taigdh Ua Briain, roi de Munster.

date incertaine
- 12 juin 1081 ou 1086 : 
  - Bernard de Menthon, archidiacre d'Aoste.

## Crédit d'auteurs
- Cet article est partiellement ou en totalité issu de l'article intitulé « 1086 » (voir la liste des auteurs).